# Hans-Dieter Haase

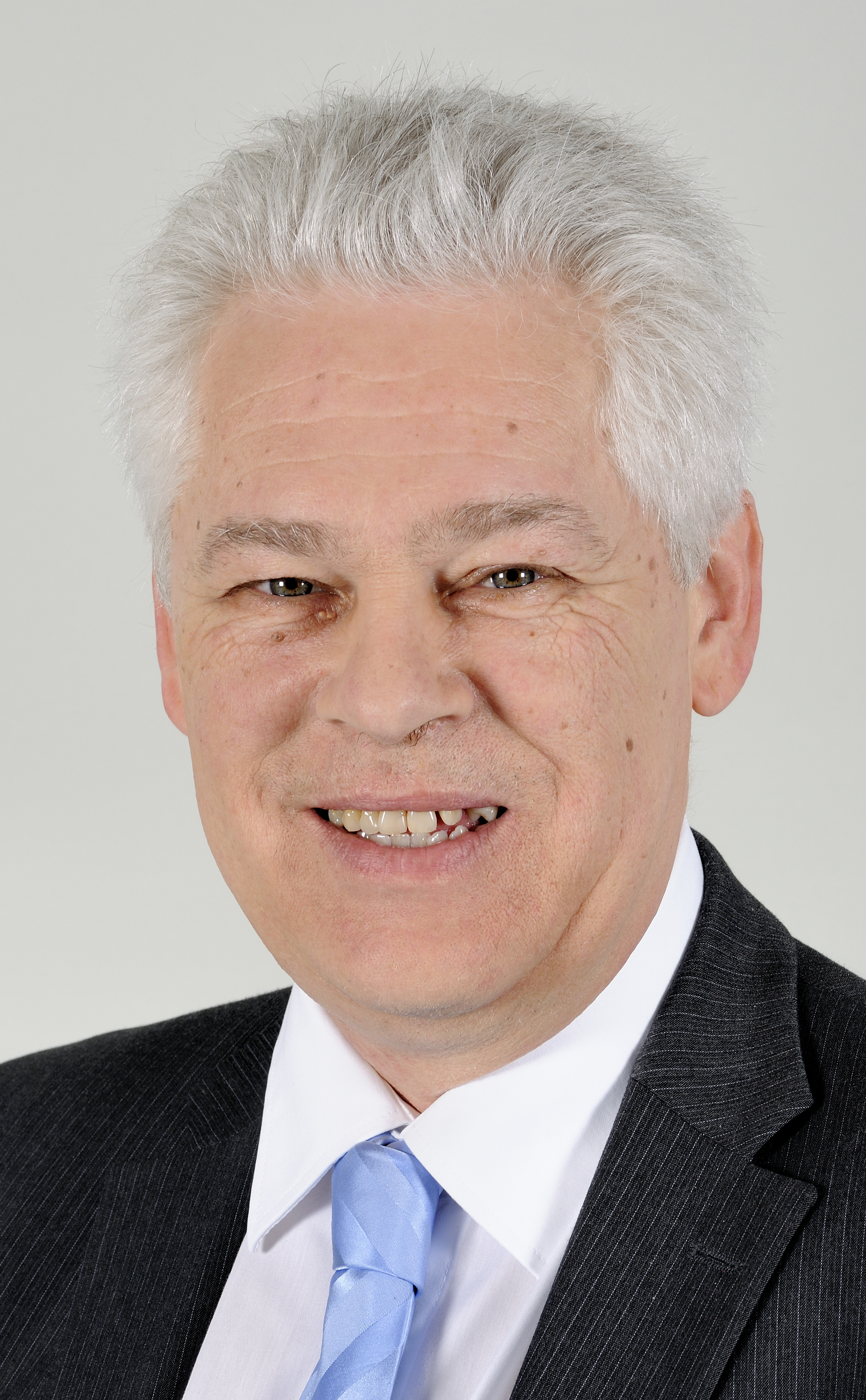
Hans-Dieter Haase im Jahre 2013

Hans-Dieter Haase (* 6. Mai 1955 in Norden) ist ein deutscher Politiker (SPD) und ehemaliges Mitglied des Niedersächsischen Landtags (1998–2017).

## Ausbildung und Beruf
Nach dem Abitur 1974 und dem anschließenden Grundwehrdienst studierte Haase Rechtswissenschaften in Frankfurt am Main. Nach dem II. Staatsexamen war er bis zu seiner Wahl in den Landtag als Oberregierungsrat in der niedersächsischen Finanzverwaltung tätig.

## Politik
Seit 1971 ist Haase Mitglied der SPD. Er ist Mitglied des SPD-Parteirates, stellvertretender Vorsitzender der Sozialdemokratischen Gemeinschaft für Kommunalpolitik im Weser-Ems-Bezirk und Vorsitzender des SPD-Unterbezirks Emden. Seit 1996 ist er Ratsherr der Stadt Emden und Vorsitzender der dortigen SPD-Fraktion. Dem Niedersächsischen Landtag gehörte er seit 1998 an; er vertrat dort den Wahlkreis Emden/Norden. Er war bis 2013 Mitglied des Vorstandes der SPD-Fraktion und seit 2013 Vorsitzender des Unterausschusses „Häfen und Schifffahrt“. Haase kündigte im September 2016 an, bei der Wahl zum 18. Niedersächsischen Landtag nicht wieder anzutreten.
Darüber hinaus ist Haase Mitglied von ver.di, der Arbeiterwohlfahrt, der Sozialistischen Jugend Deutschlands – Die Falken und weiteren Vereinen und Verbänden.